# Эспиноса Матеус, Альфредо Хосе
Альфредо Хосе Эспиноса Матеус (исп. Alfredo José Espinoza Mateus; род. 22 апреля 1958, Гуаякиль, Эквадор) — эквадорский прелат, салезианец. Епископ Лохи с 20 декабря 2013 по 5 апреля 2019. Архиепископ Кито с 5 апреля 2019.